# Hop (película)
Hop (conocida como Hop: Rebelde sin Pascua en Hispanoamérica) es un largometraje ambientado en Pascua estrenado en el año 2011 por Universal Pictures e Illumination Entertainment. Se estrenó en los cines el 1 de abril de 2011 en los Estados Unidos y en el Reino Unido. La película es dirigida por el director de Alvin and the Chipmunks, Tim Hill, y para su versión en inglés actuaron Russell Brand como E.B., James Marsden como Fred O'Hare, Kaley Cuoco como Samantha O'Hare, Elizabeth Perkins como la señora O'Hare, Chelsea Handler como la señora Beck, Hugh Laurie como Conejo de Pascua, y David Hasselhoff como él mismo. El primer tráiler de Hop fue lanzado en el DVD de Despicable Me en 2010. Hasta la fecha, es la única película de Illumination Entertainment que combina animación digital con imagen real.

## Argumento
La película habla de E.B. (Russell Brand), el hijo del Conejo de Pascua que, en vísperas de pascua, debe hacerse cargo del negocio familiar, sale de su madriguera de conejo por un tubo que solo ellos tienen y que los lleva a cualquier parte del mundo y él decide ir hacia Hollywood, en donde pretende perseguir su sueño de convertirse en un gran baterista reconocido por todos y así, formar su propia película musical; sin embargo, después de que sale del tubo que lo llevó hacia Hollywood, tiene que encontrar en dónde pasar la noche y, en su intento por hacerlo, es golpeado por Fred O'Hare (James Marsden) por su camioneta, quien es más que un flojo y esa noche precisamente salió de su casa, corrido por sus papás quienes estaban hartos de que fuera el hijo mayor que aún no se independizaba. Después de simular una gran lesión para que O´Hare se lo llevara a su casa y le diera refugio por esa noche, E.B. manipula a Fred para que lo llevara "en la medida en que se recupere". Fred tiene una gran lucha con el conejo pues, para empezar, se asusta de saber que un conejo puede hablar y, para continuar, E.B. es un chico bastante desobediente, quien no hace caso de las amonestaciones y consejos de Fred para que se trate de quedar lo más quieto posible puesto que a la casa a donde se dirigía no era de él, sino que iba a pasar algunos días en aquella casa, la cual, no era una simple y sencilla casa, sino una de las residencias más grandes y lujosas que existían por aquella zona y que el jefe de trabajo de la hermana de O'Hare le había pedido que guardara mientras él se ausentaba, siendo la hermana quien delegó esta responsabilidad a su hermano Fred.
El conejito huye no sólo de la responsabilidad que le toca por ser el siguiente que ocupe el lugar de repartir dulces por el mundo como conejo de pascua, continuando la tradición que por años, sus padres han venido heredando siglos tras siglos a sus hijos, también de unas conejitas llamadas "las boinas rosas", quienes han sido enviadas por el padre de E.B. para llevarlo de regreso a casa.
En el transcurso de la película, E.B. y Fred se cuentan todos sus problemas, metas e ilusiones, y se hacen muy buenos amigos. Es así como se empiezan a ayudar el uno al otro y hacen un buen equipo, expresando Fred a E.B. que él siempre, desde pequeño, quiso ser el conejo de pascua y cuando E.B. le comenta que él es el próximo elegido para ese puesto, hacen mancuerna, intercambiando roles y dándose consejos el uno al otro. Éste sólo será el comienzo de una gran aventura que vivirán, llena de riesgos, amistad, una gran unión y amor familiar, amenizando la película con el villano, pero también chistoso personaje del pollito Carlos y su compinche Phil.
En una escena posterior a los créditos, se ve a Fred entregando una canasta de pascua a una mujer que apareció en una escena anterior. Cuando E.B. preguntó que había dicho la señora, Fred explicó en mandarin que la razón por la que es difícil entregar cestas de pascua en China es porque los conejos parlantes intimidan a los invitados chinos. E.B. se sorprende de que Fred pueda hablar chino.

## Reparto

### Humanos
- James Marsden como Fred O'Hare - El deuteragonista que toma en E.B. para recuperarse después de que accidentalmente lo golpea con su coche.
  - Coleton Ray como joven Fred.
- Kaley Cuoco como Samantha "Sam" O'Hare - La hermana menor de Fred.
- Tiffany Espensen como Alex O'Hare - La hermana menor adoptiva de Fred y Sam.
- Gary Cole como Henry O'Hare - El padre adoptivo de Fred, Sam, y Alex.
- Elizabeth Perkins como Bonnie O'Hare - esposa de Henry y la madre de Fred, Sam, y Alex.
- Chelsea Handler como la señora Beck - La dama que entrevista a Fred en su entrevista de trabajo.
- David Hasselhoff como él mismo - El presentador de "Hoff Knows Talent".
- Russell Brand como un "Hoff Knows Talent" asistente de producción
- Hugh Hefner como él mismo
- Dustin Ybarra como Cody - Un empleado de oficina que tiene un breve encuentro con Fred, durante su entrevista de trabajo.

### Voces
- Russell Brand como E.B. - El hijo adolescente del Conejo de Pascua y el protagonista principal, que prefiere ser un baterista de ser el próximo Conejo de Pascua. Se enamora de Sam.
  - Django Marsh como joven E.B.
- Hugh Laurie como el Conejo de Pascua - Un icono de vacaciones que quiere que su hijo E.B. a seguir sus pasos en lugar de convertirse en un baterista.
- Hank Azaria como Carlos y Phil - Carlos: El antagonista principal y el líder de los pollitos de Pascua que se ha cansado de ser siempre el número dos del Conejo de Pascua (o la teniente), y decide liderar un golpe de Estado para que los polluelos de Pascua estará a cargo de la Pascua en lugar del Conejo de Pascua. Phil: compañero de Carlos.
- John Cohen como los demás pollitos de Pascua y los otros conejos de Pascua.
- Janet Healy como Las Boinas Rosas (Fluffy, Patch, y Bit) - Un trío de ninjas conejo enviado por El Conejo de Pascua para buscar E.B.

## Doblaje Hispanoamericano
- Benny Ibarra: E.B.
- Benny Ibarra Sr.: Conejo de Pascua
- Óscar Flores: Fred O'Hare
- Karla Falcón: Samantha O'Hare
- Eduardo Garza: Phil
- Leonardo De Lozanne: Carlos
- Juan Alfonso Carralero: David Hasselhoff
- Armando Coria: Henry O'Hare
- Patricia Palestino: Bonnie O'Hare
- Andrea Arruti: Alex O'Hare
- Adriana Casas: Recepcionista
- Erica Edwards : Sra. Beck
- Héctor Emmanuel Gómez: Cody
- Emilio Treviño: E.B. (niño)
- Jesse Conde: Voz en la Mansión Playboy
- Juan Carlos Tinoco: Insertos

Voces Adicionales
| - Ángel Iván Rodríguez - Berenice Vega - Claudia Bramnfsette - Daniella Zarate - David Bueno - Enrique Cervantes - Erick Jamel - Erick Salinas - Gabriela Garay - Gabriela Guzmán - Graciela Gámez - Hugo Serrano - Irving Corona - José Luis Miranda - José Luis Rivera | - Juan Carlos Malanche - Julián Lavat - Liliana Barba - Love Santini - Luna Arjona - Magdalena Tenorio - Miguel Ángel Ghigliazza - Monserrat Mendoza - Nicolás Frías - Nycolle González - Octavio Rojas - Ricardo Tejedo - Rolando de Castro - Romina Marroquín Payró - Saúl Hernández |

Banda sonora
- "Quiero Dulces"

Interpretada por: Benny Ibarra
Escrita por: Bob Feldman, Jerry Goldstein, Richard Gottehrer y Bert Berns
Letras en español por: Claudia Brant
Benny Ibarra aparece por cortesía de Promotodo México S.A. de C.V.
- "Caramelo" (de España y Puerto Rico)

Interpretada por: Jencarlos Canela
Escrita por: Bob Feldman, Jerry Goldstein, Richard Gottehrer y Bert Berns
Letras en español por: Claudia Brant
Jencarlos Canela aparece por cortesía de Union Music Records Co.
Créditos Técnicos
- Estudio de Doblaje: New Art Dub, México D.F.
- Director de Doblaje: Ricardo Tejedo
- Traductor: Nora Gutiérrez
- Productor de Doblaje: Magdalena Questa
- Gerente de Producción: Gabriela Garay
- Grabación de Diálogos: Ismael Mondragón
- Edición de Diálogos: Iván Rodríguez
- Estudio de Mezcla: Producciones Grande
- Mezcla: Manuel Rodríguez "Dino"
- Supervisor de Mezcla: Lorenzo Ortiz

## Producción
El personaje de E.B. fue diseñado por Peter de Sève, el más famoso por el trabajo sobre los personajes de Ice Age. La parte CGI de la película está siendo realizada por Los Ángeles basado en Rhythm and Hues Studios.
La canción de créditos japonesa se llama "Hug Tomo" de Not Yet.

## Otros medios de comunicación

### Videojuegos
Una adaptación juego de vídeo basado en la película se ha anunciado en exclusiva para la Nintendo DS. También se lanzó un Doodle Jump al estilo de la película, llamado Doodle Jump: Hop el 29 de marzo de 2011 para iPhone, iPad y iPod.

## Recepción
Hop no tuvo una buena acogida por los críticos. Rotten Tomatoes reporta que solo el 25% de los críticos dio a la película una reseña positiva, con la declaración del consenso siendo esta: "Es impresionantemente animada, pero el libreto de Hop es tan aburrido que ni siquiera el frenético asalto de James Mardsen da algún brinco". Metacritic le dio a la película un 41/100 sobre la base de reseñas de 23 críticos. La subtrama de Carlos fue considerada como insensible para los mexicano-estadounidenses por algunos críticos. 

## Fechas en Blu-ray y DVD
- Latinoamérica: 9 de septiembre de 2011
- Estados Unidos: 23 de marzo de 2012